# Thierry Lentz

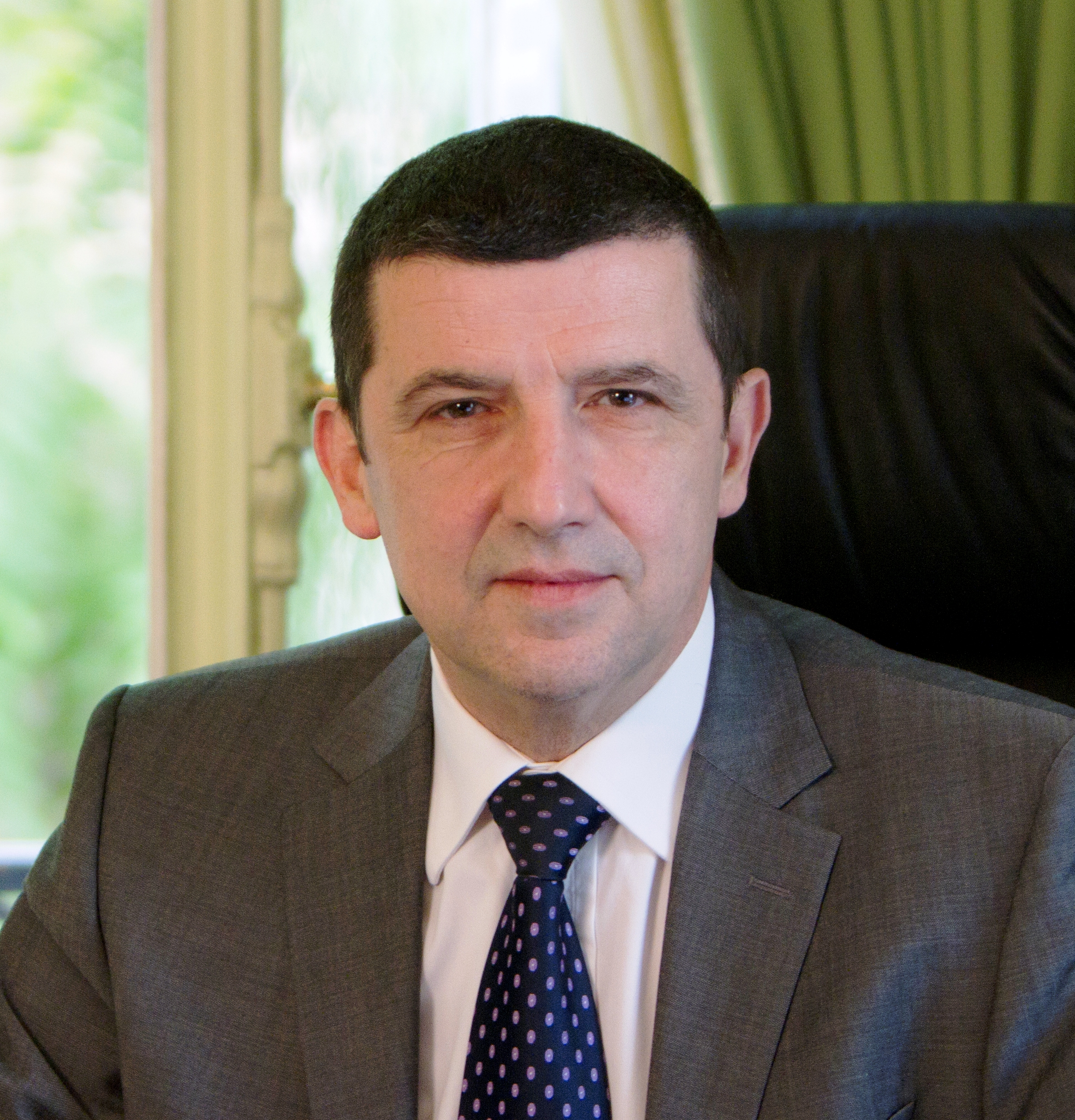
Thierry Lentz (2011)

Thierry Lentz (* 8. Juli 1959 in Metz) ist ein französischer Anwalt und Politikwissenschaftler, der wissenschaftlich auf das Konsulat und das Erste Kaiserreich Frankreichs spezialisiert ist. Seit 2000 ist er Direktor der Fondation Napoléon in Paris.
Nur eines seiner vielen Bücher wurde bislang ins Deutsche übersetzt, seine Analyse des Wiener Kongresses. Darin widerspricht er der verbreiteten Auffassung französischer Historiker, das Ziel des Kongresses sei allein die Erniedrigung Frankreichs gewesen. Er betont dagegen, wie komfortabel der Frieden nach 20 Jahren der Besetzungen und Verwüstungen europäischer Staaten durch napoleonische Truppen für Frankreich ausgefallen sei.

## Schriften (Auswahl)
- Napoléon diplomate. CNRS Éditions, Paris 2012, ISBN 978-2-2710-7442-3.
- Napoléon, une ambition française. Idées reçues sur une grande figure de l’histoire. Le Cavalier bleu éditions, Paris 2013, ISBN 978-2-8467-0507-3.
- Le congrès de Vienne. Une refondation de l’Europe. 1814–1815. Perrin, Paris 2013, ISBN 978-2-2620-3305-7.
  - 1815. Der Wiener Kongress und die Neugründung Europas. Aus dem Französischen übersetzt von Frank Sievers, Siedler. München 2014, ISBN 978-3-8275-0047-2.
- Waterloo. 1815. Perrin, Paris 2015, ISBN 978-2-2620-3940-0.